# Galium proliferum
Galium proliferum är en måreväxtart som beskrevs av Asa Gray. Galium proliferum ingår i släktet måror, och familjen måreväxter. Inga underarter finns listade i Catalogue of Life.